# Éthique du marketing
L’éthique du marketing est une ramification de l’éthique des affaires se rapportant au rôle de l’éthique dans les processus de décision des responsables marketing. Comme l’éthique des affaires, elle est positive (exprime des recommandations positives sur ce qu’il faut faire) et normative (elle vise à juger de ce qui est bien ou mal par l’application de normes éthiques).

## L’éthique du marketing comme transposition de l’éthique des affaires
L’application de l’éthique des affaires au domaine du marketing recouvre de nombreux enjeux.

### L’éthique des ventes
Celle-ci inclut des problématiques variées en rapport avec le comportement du vendeur : confronté à une situation de double contrainte entre la charte éthique ou le code de déontologie de son entreprise et les objectifs qui lui sont fixés, il peut considérer que l’entreprise approuve une conduite « non éthique » :
- L’information incomplète ou erronée donnée au client
- La manipulation du client
- Les pratiques de cadeaux d’affaires

### L’éthique liée à la détermination du prix
Les enjeux éthiques les plus saillants dans la détermination du prix sont de deux ordres :
- Fixation d’un prix excessif pour un bien ou service : 
  - Abus de position dominante ou de monopole
  - Entente entre plusieurs concurrents
- Usage de procédés non éthiques pour fixer un prix bas :
  - Pression excessive sur les fournisseurs
  - Travail des enfants
  - Délocalisation afin de bénéficier d’un coût du travail inférieur lié à de mauvaises conditions de travail voire à un non-respect des droits de l'homme
  - Dans une moindre mesure, la mécanisation peut être perçue comme non éthique en cela qu’elle détruit certains emplois

### L’éthique de la communication
L’éthique de la communication couvre les questions éthiques relatives à la forme que prennent les messages publicitaires, à leur contenu, aux médias et supports utilisés. Les problèmes éthiques qui peuvent être soulevés sont par exemple :
- La publicité mensongère ou encore le greenwashing :
  - L’utilisation de labels non reconnus par des organismes indépendants, créés par l’entreprise elle-même ou dont le cahier des charges est inaccessible au consommateur.
  - La publicité trompeuse
    - la suggestion de caractéristiques que le produit ne possède pas réellement
    - L’utilisation de médecins, pharmaciens, scientifiques, etc. à une fin fiduciaire sans qu’il existe une base scientifique aux arguments émis
- La diffusion auprès d’un public potentiellement constitué de mineurs d’un contenu inapproprié[1],[2].
- L’utilisation de messages subliminaux
- Toutes les techniques de communication commerciales visant à favoriser l’achat du bien ou service promu à travers l’optimisation de l’attitude envers l'annonce (en) (Aad) posent un problème éthique car elles s’éloignent de l’idéal d’une information transparente et parfaite du consommateur.
- L’utilisation, dans le marketing alimentaire, de techniques promotionnelles basées sur la taille du packaging pose également un problème éthique du fait des liens avec l’obésité[3].

### L’éthique de la collecte et de l’exploitation des données
La collecte et l’exploitation des données, qu’il s’agisse de données de navigation, de données personnelles ou de données recueillies lors d’enquêtes quantitatives ou qualitatives peut être la source de problèmes éthiques au travers du mode de recueil des données, du but de leur exploitation ou de leur mode d’utilisation. De tels problèmes peuvent inclure :
- La collecte d’informations personnelles sans l’accord et/ou à l’insu du consommateur (e.g. géolocalisation)
- L’exploitation des informations collectées dans un but coercitif
- Le recours à des techniques médicales pour recueillir des informations (cas du Neuromarketing)
- La location ou revente des données collectées sans un accord exprès et éclairé du consommateur

### L’éthique de la distribution
Celle-ci se rapporte à l’optimisation du point de vente visant à maximiser le panier moyen et traite des questions telles que :
- L’optimisation des parcours
- La désorientation volontaire du consommateur
- L’utilisation du marketing sensoriel
- L’offre de crédit en expansion dans la distribution

### L’éthique académique
Celle-ci se rapporte aux questions éthiques susceptibles d’émerger lors de la réalisation de travaux scientifiques ou lors de l’éducation des futurs professionnels et chercheurs en marketing. Elle est en cela autant une éthique normative (l’application des règles éthiques propres au marketing, à l’éducation et à la recherche) qu’une méta-éthique puisqu’elle englobe également l’enseignement d’une éthique du marketing aux étudiants, futurs professionnels ou chercheurs. Les questions recouvertes sont par exemple :
- Faut-il enseigner une éthique du marketing et si oui quelle éthique ?

## Les sources de normes éthiques utilisables en Marketing

### Les sources professionnelles
- La charte de l’Adetem[4]
- La charte de l’UDA[5] (Union des marques)
- La déclaration d’éthique de l’American Marketing Association[6]
- Le Manifeste du Marketing éthique réalisé par une l’association de professionnels éponyme[7] pour une version du manifeste en français

### Les sources académiques
Divers articles,, abordent la nécessité de disposer d’un code éthique pour diriger les décisions des professionnels et permettre l’évaluation éthique ‘’ex post’’ comme ‘’ex ante’’ de celles-ci.

### Les sources externes

#### La charte de l’IIEDH
La ‘’Charte des responsabilités communes dans l’activité économique’’ élaborée par l’Institut interdisciplinaire de l’éthique et des droits de l’homme de l’Université de Fribourg, par exemple, énonce un certain nombre de principes de base applicables au marketing :
- Une responsabilité fondamentale envers tous les partenaires :
  - La renonciation à toute publicité fallacieuse
- Plusieurs responsabilités envers les clients :
  - Traitement digne
  - Offre de produits respectant l’environnement, la santé et la culture des clients
  - Information véridique, pertinente et aisément compréhensible
- Plusieurs responsabilités envers les fournisseurs :
  - Entretien de relation stables et partage d’informations sur les perspectives d’évolution de l’entreprise
  - Renonciation à favoriser ou exploiter une situation de dépendance des fournisseurs
- Plusieurs responsabilités envers les concurrents :
  - Exercer une concurrence loyale tendant vers un respect des équilibres
  - Respect de la propriété matérielle et intellectuelle

## Théorie et modèle d’une éthique positive du marketing
Élaborée par Shelby D. Hunt et Scott J. Vitell en 1986, cette théorie utilise une éthique normative (ce qui est bien ou mal) pour construire une théorie éthique positive (ce que font les marketeurs en matière d’éthique et ce qui motive ces décisions). Selon Hunt et Vitell, la prise de décision face à un problème impliquant des considérations éthiques est un processus qui comprend plusieurs phases :

### Processus de décision éthique selon Hunt et Vitell
1. Perception du problème éthique propre à la décision
2. Perception des différentes alternatives permettant de résoudre le problème éthique (qui constituent un nombre d’alternatives inférieur à l’univers des alternatives potentielles)
3. L’individu procède à deux évaluations de chaque alternative
  - Une évaluation déontologique (ED) au cours de laquelle l’individu va comparer chaque alternative avec un jeu de règles et de normes déontologiques prédéterminées pour en estimer le caractère « bon » ou « mauvais ». Les normes en question relèvent de croyances générales sur l’honnêteté, le mensonge, le vol, etc. et de croyances spécifiques à un sujet comme l’innocuité des produits, la publicité trompeuse, la confidentialité des données, etc.
  - Une évaluation téléologique (ET). Ce second processus se concentre sur quatre construits
    - Les conséquences perçues de chaque alternative et ce, pour diverses parties prenantes
    - La probabilité que chaque conséquence impacte effectivement chaque partie prenante
    - Le caractère souhaitable ou non de chaque conséquence et
    - L’importance de chaque partie prenante
4. Le jugement éthique (JE) d’un individu est alors posé comme étant fonction de ED et ET : 
On a JE = f(ED, ET)
N.B. Hunt et Vitell indiquent qu’ils n’excluent pas que certains individus, dans certaines situations puissent être soit strictement déontologiques (Kantiens) de sorte que ET=0 ; ou strictement téléologiques (Utilitaristes) de sorte que ED=0. Ils considèrent cependant que ces cas font figure d’exception.
5. Suivant en cela le modèle de Fishbein et Ajzen et les théories du comportement du consommateur, Hunt et Vitell considèrent que le JE de l’individu affecte son comportement à travers une variable intermédiaire : l'intention. 
  - Cependant, l’intention qui se forme peut être en désaccord avec le jugement éthique rendu par l’individu, car l’évaluation téléologique des alternatives exerce une action indépendante sur la formation des intentions : il se développe alors chez l’individu un sentiment de culpabilité lié à l’incohérence entre ses actions et ses croyances éthiques.
6. L’individu adopte ensuite un comportement en accord avec les intentions formées sur le sujet
  - Il existe cependant un certain nombre de contraintes situationnelles susceptibles d’obliger l’individu à avoir un comportement en désaccord avec ses intentions et/ou ses jugements éthiques
7. Enfin, l’individu procède à une évaluation des conséquences réelles de l’alternative choisie, qui viendront par rétroaction modifier son système de valeurs, de croyances, sa sensibilité à l’éthique, etc.

### Les facteurs influençant le processus de décision éthique

#### Caractéristiques personnelles
Il s’agit des caractéristiques propres à l’individu, susceptibles d’influencer sa perception du problème éthique, les alternatives qu’il perçoit, les conséquences qu’il perçoit, leur probabilité et leur caractère souhaitable ou non et l’importance de chaque partie prenante à ses yeux. Le modèle de Hunt et Vitell en distingue six
1. La religion
2. Le système de valeurs
3. Le système de croyances
4. La force morale
5. Le développement moral
6. La sensibilité à l’éthique

#### Caractéristiques environnementales
Il s’agit des caractéristiques des environnements culturel, professionnel, sectoriel et organisationnel de l’individu (le premier est commun à tout individu, les trois suivants ont été élaborés pour appliquer le modèle à un contexte professionnel et managérial) qui ont une influence sur la formation de jugements éthiques par l’individu

##### Environnement culturel
1. Religion
2. Système législatif
3. Système politique

##### Environnements professionnel, sectoriel et organisationnel
Chacun de ces environnements est constitué des trois facteurs suivants
1. Normes informelles
2. Codes formels
3. Contrôle de l’application des codes

## Marketing éthique

### Définition du marketing éthique
Le marketing éthique est le développement d’activités marketing caractérisées par leur contribution à une cause non marchande qui, en retour, a un effet positif sur les échanges entre les consommateurs et la marque ou le produit. 
Le pionnier de ce concept est « American Express » qui, en 1983, donnait de l’argent pour la rénovation de la statue de la Liberté pour toute utilisation ou achat d’une carte American Express. Depuis, cette dimension éthique joue un rôle important dans notre société actuelle.

### Marketing de la valeur
Le marketing de la valeur se définit comme une nouvelle forme de marketing, plus humaine. Il est caractérisé par les tendances suivantes : 
- La participation et la collaboration sur les réseaux sociaux,
- La mondialisation à la fois économique politique et socioculturelle où les systèmes de valeur évoluent avec des facteurs économiques, écologiques ou encore culturels
- L’émergence de la classe des Créatifs culturels qui privilégient un retour aux valeurs.

Ainsi, KOTLER a défini un nouveau concept marketing 3.0 où la valeur et l’éthique jouent un rôle prépondérant dans les décisions des entreprises.
Les objectifs du marketing 3.0 consisteraient à :
- Considérer l’Homme comme un être doté d’un cœur et d’un esprit
- Intégrer le marketing dans l’entreprise : la mission du marketing consiste à véhiculer des valeurs d’entreprise qui peuvent être fonctionnelles, émotionnelles ou encore spirituelles

### Limites du marketing éthique
Le marketing éthique est susceptible de :
- Baisser le rapport qualité-prix (les ententes illicites entre concurrents, trafic de fichiers clientèle …)
- Multiplier les trafics d’informations en tout genre (e.g. détournement d’informations…)
- Susciter des contrats de service imposant des barrières à la sortie.
- De plus, certaines parties prenantes ont le pouvoir d’influencer l’entreprise à adopter des valeurs controversées qu’ils considèrent comme éthiques (e.g. refus de la pilule abortive). Généralement, les entreprises favorisent certains parties prenantes : plus ils déclarent ouvertement leurs désaccords vis-à-vis de la politique de l’entreprise (management, marketing, éthique…), plus leurs discours et attentes sont pris en compte. Par conséquent, les autres parties prenantes sont lésées par ce qui est d'après elles une décision non éthique.

Le marketing éthique peut aussi devenir manipulatoire :
- Les enquêtes pour une manipulation de l’opinion des répondants
- Les altérations de la liberté de choix avec le non-respect du délai de réflexion pour le consommateur

Cependant, ces limites bien que réelles dans certains cas, semblent marginales. En effet, selon C. DUCROCQ « un engagement éthique, factice, instrumentalisé, sans relation avec les valeurs profondes de l’entreprise, sera non seulement inefficace mais dangereux. Les clients sont en contact permanent avec l’entreprise : ils savent très bien décoder sa personnalité, et faire le tri dans les discours ». 

### Le marketing éthique pour les distributeurs
Le marketing éthique pour les enseignes consiste à mieux comprendre les attentes du client pour adapter la politique marketing dans un but de maximiser le profit.
À la suite des travaux de DUARTE et al., l’efficacité du marketing éthique des distributeurs repose sur :

#### Un prolongement de la mission d’enseigne en matière éthique
Pour se différencier, l’enseigne doit définir un projet en matière éthique. Avec une évolution profonde du marketing depuis quelques années, l’engagement éthique des enseignes va se généraliser. L’objectif de ce type d’action consisterait à prolonger la dimension commerciale de l’enseigne par une dimension éthique.

#### Une visibilité des actions éthiques dans les magasins par les clients
Seul le magasin véhicule l’enseigne. Le marketing d’enseigne doit être un marketing de preuve. Le consommateur, très souvent dubitatif face aux discours vertueux des grandes enseignes, souhaite voir les preuves concrètes. Afin de rassurer ce consommateur méfiant, beaucoup d’enseignes adaptent leur communication nationale à une traduction locale. Ce choix est un atout plutôt qu'une contrainte : 
- Le contact direct avec les clients et la possibilité de d’apporter des preuves concrètes au consommateur permet aux enseignes de crédibiliser leur discours éthique, en interne comme en externe
- La mise en œuvre de démarches éthiques orchestrées par les magasins eux-mêmes peut devenir un excellent levier managérial par la responsabilisation sur des thèmes d'insertion locale, ou encore la crédibilisation du discours interne sur les valeurs, etc.

#### Une insertion locale de la démarche éthique par les enseignes
DUARTE et al. ont développé une typologie des enseignes sur la base du niveau d’implication du magasin dans la démarche éthique de l’enseigne : 
- Le magasin MEDIA : accorde une surface pour relayer une campagne de communication nationale sur un sujet éthique. Le niveau d’implication des équipes est quasi nul, l’impact marketing et managérial est faible.
- Le magasin RELAIS : relaie une action nationale. Généralement le sujet éthique ne touche pas l’environnement proche du magasin. L’impact marketing et managérial est limité.
- Le magasin ACTEUR : met en œuvre une action éthique initiée à l’échelle nationale et retranscrit à l’échelle locale (ville, quartier...). Les équipes des magasins sont acteurs de l’opération. L’impact marketing et managérial peut être fort.
- Le magasin INITIATEUR : définit et met en œuvre des actions éthiques (dans le cadre d’une stratégie nationale) à l’échelle locale (villes, quartiers…). Le niveau d’implication des équipes du magasin est très fort. L’impact marketing et managérial peut être très fort.

#### Une prise de responsabilité en matière éthique de la part des enseignes
Plus l’enseigne est puissante sur le plan national, plus elle est attendue sur une attitude éthique. De plus, une implication locale forte dépend de la puissance perçue des magasins localement (nombre d’employés, surface du magasin…). Enfin, plus le magasin est petit, moins une implication active dans une démarche éthique est réaliste.
Pour les Grandes Surfaces Alimentaires (GSA), l’utilisation du marketing éthique permettrait d’améliorer l’image aux yeux du public : (les consommateurs, leurs salariés, les collectivités locales, les médias, etc). En effet, les GSA doivent faire face à deux principaux handicaps: 
- Une faible crédibilité de leurs discours vertueux d’où la mise en place indispensable d’actions visiblement perçues par le consommateur en matière éthique
- Un positionnement prix bas difficile à concilier avec une "générosité" perçue comme coûteuse.

Les Grandes surfaces spécialisées (GSS) sont absentes de l’éthique du fait de : 
- La rigidité des concepts,
- La centralisation du pouvoir
- La taille des magasins moins importante.

Cependant, pour ces magasins ancrés localement, l’éthique peut devenir un véritable levier managérial.
Le développement des démarches éthiques sur les réseaux de boutiques se focalisent principalement sur la marque et le produit. Dans ce cas, il est difficile de rendre crédible les discours éthiques. Par conséquent, pour définir une démarche éthique crédible vis-à-vis du consommateur, 2 critères principaux doivent être respectés :
- Une constance de l'engagement
- Un rappel régulier du lien direct avec le territoire de l'enseigne

Pour les magasins indépendants, l’idée d’une démarche éthique peut être développée mais doit être structurée en favorisant ou en facilitant les initiatives locales. Par cette technique, l’objectif consisterait à faire un levier d'affirmation de la mission d'enseigne.

#### Le pilotage de la démarche éthique pour les enseignes
DUARTE et al. Ajoutent que l’enseigne, afin de maintenir son engagement éthique, doit :
- Se mettre à l’ordre du jour des démarches éthiques par le biais de d’étude qualitative, de sondages…
- Connaître et comprendre les opinions des salariés pour évaluer la l’impact de la démarche éthique au sein même l’entreprise
- Mesurer le niveau de compréhension interne des valeurs et de la mission de l’enseigne en indiquant précisément aux salariés le lien entre la démarche éthique entamée par l’enseigne et la mission de l’enseigne
- Mener une réflexion éthique enseigne par enseigne avec pour objectif de mesurer l'impact potentiel d'une action sur les consommateurs enseigne par enseigne.

### Marketing éthique et entreprise responsable
Le marketing peut être considéré de deux manières : 
- Soit comme un moyen d’accroître le profit au service du producteur,
- Soit comme un outil utilisé aux dépens du consommateur.

Lorsqu’une entreprise s’engage à développer une conduite responsable, elle modifie son image de marque dans le but de l’améliorer. Cette image constitue un élément fondamental de la stratégie marketing. La politique de communication est le cœur de la stratégie marketing. Avoir une conduite responsable résulte soit d’un engagement volontaire soit d’une obligation. Si l’entreprise est obligée d’adapter sa politique marketing, cela provient généralement d’une réaction vis-à-vis d’une demande extérieure.
Enfin, il existe aussi des contraintes institutionnelles : CAPRON et QUAIREL-LANOIZELEE ont identifié 3 types de comportements possibles :
- la conformité (totale ou partielle)
- l’évitement
- la manipulation.

### Marketing éthique des parties prenantes
En outre, le marketing évolue sous la pression des parties prenantes.
- Deux situations ont été soulevées :
  - Soit le marketing reflète l’évolution de l’entreprise axé principalement sur le progrès,
  - Soit le marketing développe une démarche éthique sous la pression des parties prenantes (les consommateurs peuvent boycotter les produits).
- Dans le second cas, le consommateur peut :
  - Contribuer à la pression concurrentielle car il peut changer de produit
  - Participer à l’élaboration des valeurs véhiculées par l’entreprise.